# Nicholas Varopoulos
Nicolas Théodore Varopoulos (grec moderne : Νικόλαος Βαρόπουλος, Nikolaos Varopoulos; né le 16 juin 1940) est un mathématicien grec, qui travaille sur l'analyse harmonique et plus particulièrement sur l'analyse des groupes de Lie.

## Biographie
Varopoulos est le fils du professeur de mathématiques de Theodore Varopoulos (el) de Thessalonique (1894-1957). Nicholas Varopoulos obtient son doctorat en 1965 à l'Université de Cambridge sous la direction de John Hunter Williamson. En 1965, il y devient maître de conférences en mathématiques. Au cours de l'année universitaire 1966-1967, il est à l'Institute for Advanced Study de Princeton. Varopoulos devient professeur à l'Université Pierre-et-Marie-Curie (Université Paris VI).
En 1968, Varopoulos est le premier récipiendaire du prix Salem. En 1990, il est conférencier invité au Congrès international des mathématiciens à Kyoto (Analyse et géométrie sur les groupes) et en 1970 à Nice (Groupes des fonctions continues en analyse harmoniques). Il a Thomas William Körner et Laurent Saloff-Coste comme doctorants.

## Ouvrages
- « Tensor analysis and harmonic analysis », Acta Mathematica, vol. 119, no 1,‎ 1967, p. 51–112 (DOI 10.1007/bf02392079)
- with D. L. Salinger: Salinger et Varopoulos, « Convolutions of measures and sets of analyticity », Math. Scand., vol. 25, no 1,‎ 1969, p. 5–18 (DOI 10.7146/math.scand.a-10935, JSTOR 24489805)
- Varopoulos, « Groups of continuous functions in harmonic analysis », Acta Mathematica, vol. 125,‎ 1970, p. 109–152 (DOI 10.1007/BF02392332)
- « Sur le réunion de deux ensembles de Helson Sér. A–B », C. R. Acad. Sci. Paris, vol. 271,‎ 1970, p. 251–253
- Varopoulos, « Une remarque sur les ensembles de Helson », Duke Math. J., vol. 43, no 2,‎ 1976, p. 387–390 (DOI 10.1215/s0012-7094-76-04334-9, MR 0405002)
- « BMO functions and the ∂-equation », Pacific J. Math., vol. 71, no 1,‎ 1977, p. 221–273 (DOI 10.2140/pjm.1977.71.221, MR 0508035)
- « A remark on functions of bounded mean oscillation and bounded harmonic functions. Addendum to "BMO functions and the ∂-equation". », Pacific J. Math., vol. 74, no 1,‎ 1978, p. 257–259 (DOI 10.2140/pjm.1978.74.257, MR 0508036)
- Varopoulos, « Zeros of Hp functions in several complex variables », Pacific J. Math., vol. 88, no 1,‎ 1980, p. 189–246 (DOI 10.2140/pjm.1980.88.189, MR 595819)
- Varopoulos, « A probabilistic proof of the Garnett-Jones theorem on BMO », Pacific J. Math., vol. 90, no 1,‎ 1980, p. 201–221 (DOI 10.2140/pjm.1980.90.201, MR 599332)
- Varopoulos, « Isoperimetric inequalities and Markov chains », J. Funct. Anal., vol. 63, no 2,‎ 1985, p. 215–239 (DOI 10.1016/0022-1236(85)90086-2)
- with Laurent Saloff-Coste, Thierry Coulhon: Analysis and Geometry on Groups. Cambridge University Press, 1992[1]